# 2007年飓风卡伦
飓风卡伦（英語：Hurricane Karen）是2007年大西洋飓风季形成的第11场获得命名的风暴和第4场飓风。系统由热带东大西洋的大规模东风波发展而成，属于佛得角型飓风。风暴曾短暂达到萨菲尔-辛普森飓风等级下的一级飓风强度，然后就因风切变增多缓慢减弱。卡伦自始至终远离陆地，所以没有造成任何破坏或人员伤亡。

## 气象历史
2007年9月21日，一股东风波离开非洲西海岸进入大西洋。东风波内的雷暴活动很零散，还包含大范围的低气压区，组织结构杂乱无章。系统向西移动，从佛得角以南海域经过，其深层对流逐渐增长，弧形的带状特征也变得明显，系统内开始呈现出结构混乱的环流。9月23日清晨，气象机构开始采用德沃夏克分析法估算系统强度。系统内的组织结构起初无甚变化，但到了9月24日晚，系统在向西北偏西方向移动期间开始发展出更加层次分明的下层环流和带状特征。当天深夜，美国国家飓风中心宣布本季第十二号热带低气压在佛得角群岛西南偏西方向形成。
成为热带气旋后，系统迅速增强，组织结构不断改善，于9月25日早上升级成热带风暴并获名“卡伦”（Karen）。气旋的增强趋势暂停，其强度尚属热带风暴中的较低标准，对流层次也相对较浅。当天深夜，风暴中又有深层对流爆发。9月26日清晨，卡伦的强度有显著上升，开始发展出内层核心。这天早上，气旋发展出不规则的风眼，风速提升到每小时120公里，达到飓风标准。但此次强化过程的持续时间很短，受附近上层低压槽的影响，卡伦所在洋面的上层风切变大幅增多，风暴发展当天下午趋于平稳，但其结构当晚已开始恶化。9月26日深夜，经美国国家海洋和大气管理局派出的飓风猎人侦察机确认，卡伦所在海域的地面风速降至每小时115公里，风场范围非常庞大，飓风因此降级成热带风暴。。不过，美国国家飓风中心在实际操作中起初把卡伦归类为强烈热带风暴，之后又一度根据侦察机的数据将卡伦归类为一级飓风。

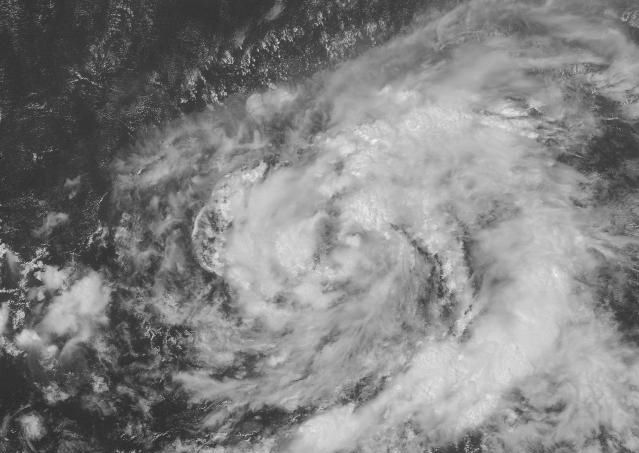
9月25日正处弱热带风暴强度的卡伦

9月27日清晨，气旋在向继续向西北偏西方向前进期间开始因风切变增多而缓慢弱化。与此同时，环流中心在西南向风切变的影响下多次暴露出来，这导致卡伦的风场变得异乎寻常，最强风力位于中心东侧和西北方向较远处位置。不过，风暴内还在发展出持续性的深层对流，所以当天晚上气旋的减弱速度非常缓慢。9月28日，由于外界环境中的风切变增多，对流和环流结构恶化，卡伦的减弱速度加快。到早上时，气旋风速已降至每小时65公里，属热带风暴标准下限。对流同下层环流中心相互影响，下层大气环境中的南向风增多，导致风暴短暂向北大幅转向。下午，气旋内虽然组织结构仍然混乱，还却有深层对流再度生成，令卡伦的弱化趋势减缓。9月29日清晨，风暴由于持续受到强烈风切变的影响而降级成热带低气压，环流中心已经非常难以辨认。当天下午，系统环流在小安的列斯群岛以东洋面消散，风暴残留又持续了几天时间，继续穿过小安的列斯群岛以东海域后消散。

## 影响
美国国家飓风中心一度评估卡伦有可能对小安的列斯群岛构成威胁，有5%的可能气旋会在巴布达岛产生热带风暴强度大风。但是，风暴自始至终停留在大西洋开放海域上空，没有对任何陆地产生影响，也没有任何报道表明飓风曾造成破坏或人员伤亡。没有任何船只在海上测得卡伦产生的热带风暴或更高强度大风。风暴残留之后有可能促成第十五号热带低气压在10月11日形成，但这个气旋的持续时间很短。